# قطعنامه ۱۷۸۲ شورای امنیت
قطعنامه  ۱۷۸۲ شورای امنیت سازمان ملل متحد که در تاریخ ۲۹ اکتبر ۲۰۰۷ تصویب شد، سندی بین‌المللی دربارهٔ بررسی وضعیت در ساحل عاج است. این قطعنامه طی نشست ۵۷۷۲ام با ۱۵ رای موافق، ۰ مخالف و ۰ ممتنع تصویب شد.